# Holofote

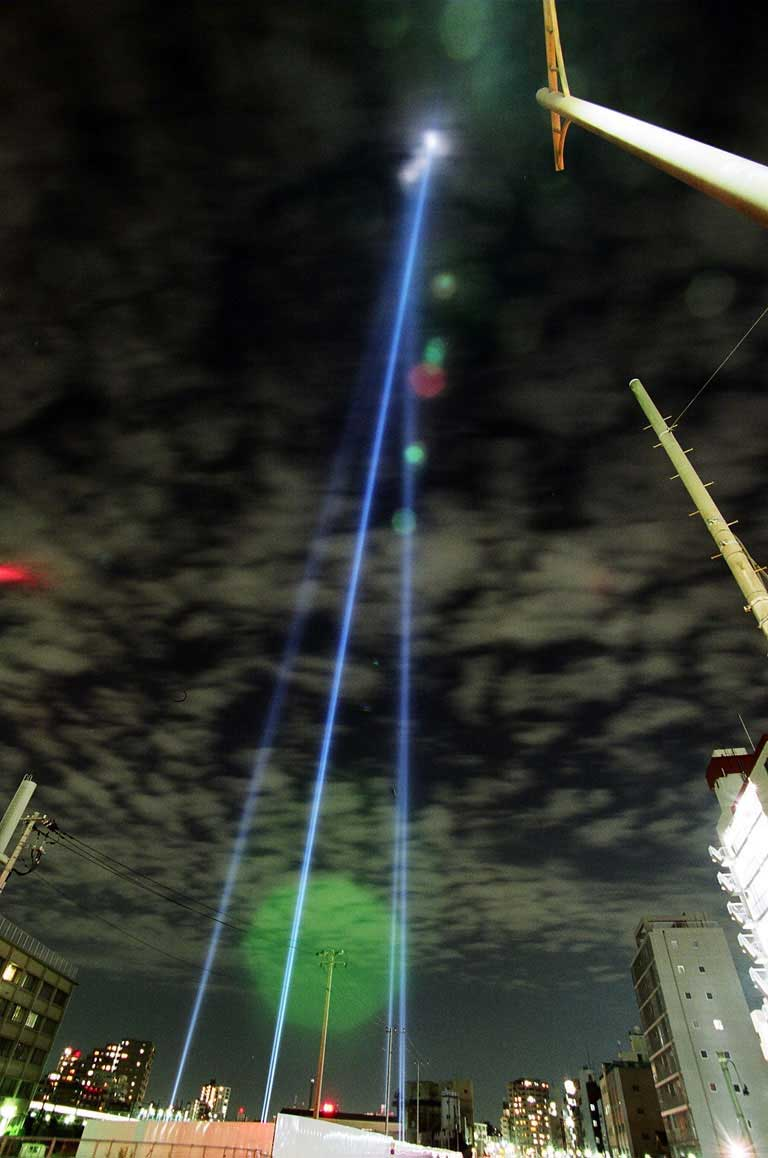
Holofotes demonstrando a altura do Tokyo Sky Tree antes de sua construção em 2007.

Um holofote é um aparelho que combina uma fonte extremamente brilhante com um refletor parabólico espelhado para projetar um poderoso feixe de luz aproximadamente paralelos em uma direção particular. Geralmente é construído para que possa ser girado.

## Uso militar

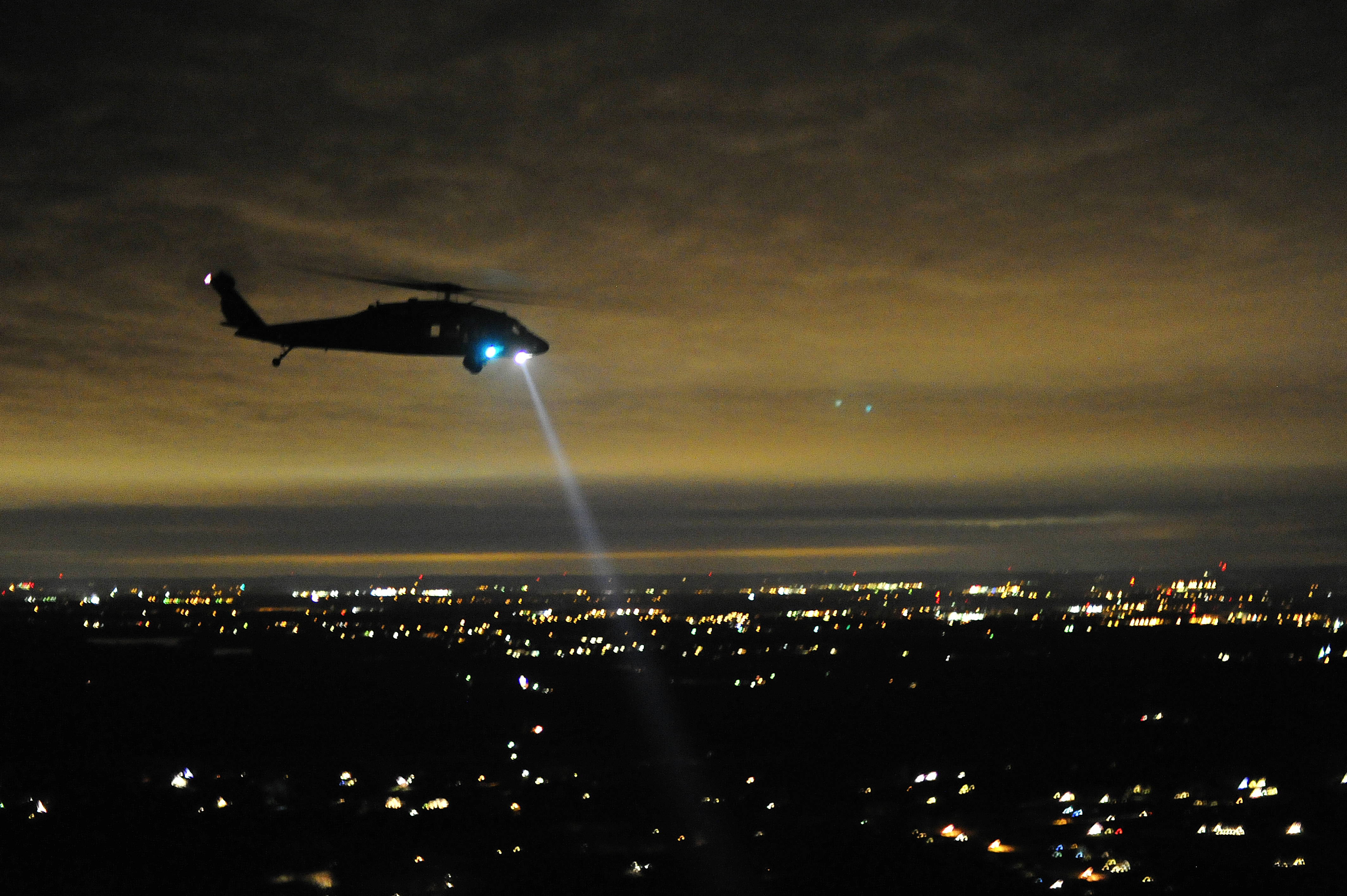
Helicóptero da Homeland Security utilizando seu holofote.

O primeiro uso de holofotes usando tecnologia de arco de carbono ocorreu durante o Cerco de Paris durante a Guerra Franco-Prussiana. A Marinha Real Britânica usou holofotes em 1882 para deslumbrar e impedir que as forças egípcias tripulassem baterias de artilharia em Alexandria. Mais tarde naquele mesmo ano, as forças francesas e britânicas desembarcaram tropas sob holofotes.

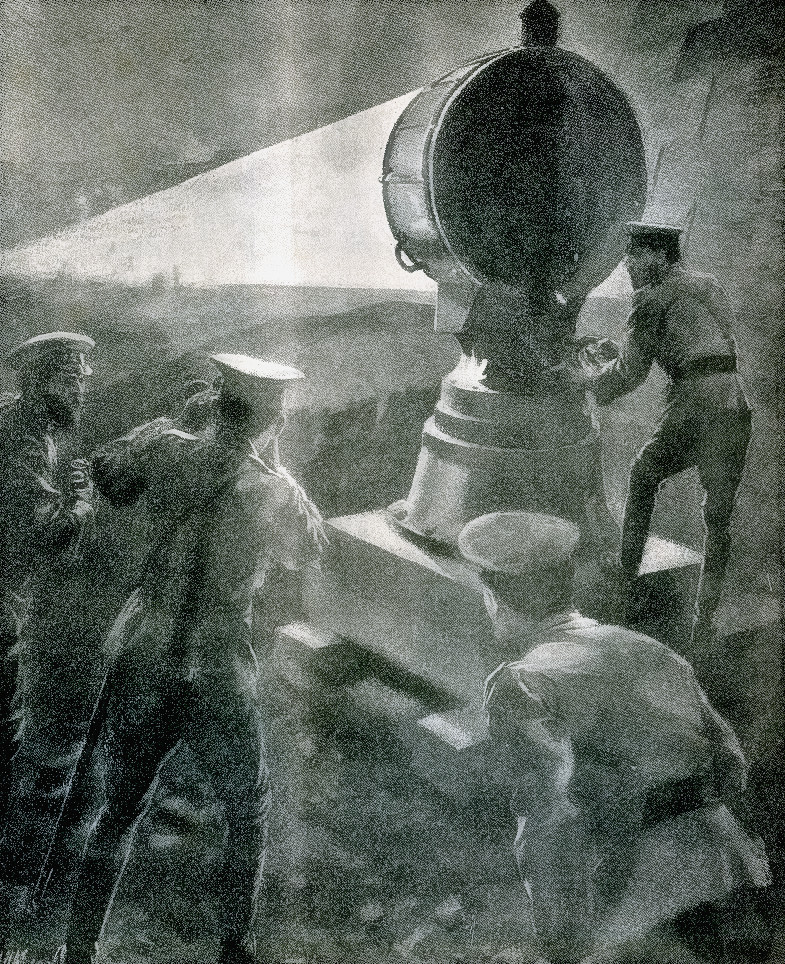
As tropas russas usam um holofote contra um ataque noturno japonês durante a Guerra Russo-Japonesa, 1904

Em 1907, o valor dos holofotes tornou-se amplamente reconhecido. Um uso recente foi para auxiliar ataques de torpedeiros por tripulações de armas deslumbrantes nos navios que estavam sendo atacados. Outros usos incluíam a detecção de navios inimigos a distâncias maiores, como dispositivos de sinalização, e para auxiliar os desembarques. Os holofotes também foram usados por navios de guerra e outras embarcações capitais para localizar torpedeiros de ataque e foram instalados em muitas baterias de artilharia costeira para ajudar no combate noturno. Eles viram uso na Guerra Russo-Japonesa de 1904-05.
Holofotes foram instalados na maioria dos navios capitais navais do final do século 19 até a Segunda Guerra Mundial, tanto para rastrear alvos pequenos e próximos, como torpedeiros, quanto para engajar unidades inimigas em tiroteios noturnos. A Marinha Imperial Japonesa, especialmente, era conhecida por seu desenvolvimento intensivo de táticas de combate naval noturno e treinamento extensivo. A Guerra no Pacífico viu uma série de combates noturnos travados por holofotes, particularmente a Batalha de Savo Sound em Guadalcanal. Embora os holofotes tenham permanecido em uso durante toda a guerra, o radar recém-desenvolvido provou ser um dispositivo de localização muito mais eficaz, e o desenvolvimento do radar japonês ficou muito atrás do dos EUA.

## Uso não militar
Hoje, os holofotes são usados em publicidade, feiras, festivais e outros eventos públicos. Seu uso já foi comum para estreias de filmes; os feixes de holofotes ondulantes ainda podem ser vistos como um elemento de design nos logotipos da 20th Century Studios e da rede de televisão Fox. O holofote mais poderoso do mundo hoje irradia do topo do Luxor Hotel em forma de pirâmide em Las Vegas. Ele concentra cerca de 13 650 000 lúmens de 39 lâmpadas de xenônio de 7kW em um feixe de cerca de 9 129 000 000 candela.
Tribute in Light é uma instalação de arte que usa duas colunas de holofotes para representar as antigas Torres Gêmeas do World Trade Center, em memória dos ataques de 11 de setembro. É produzido anualmente em Lower Manhattan.

Os parques da Disney usam holofotes em suas exibições noturnas de fogos de artifício. eles estão instalados no topo dos telhados de várias atrações em Fantasyland.

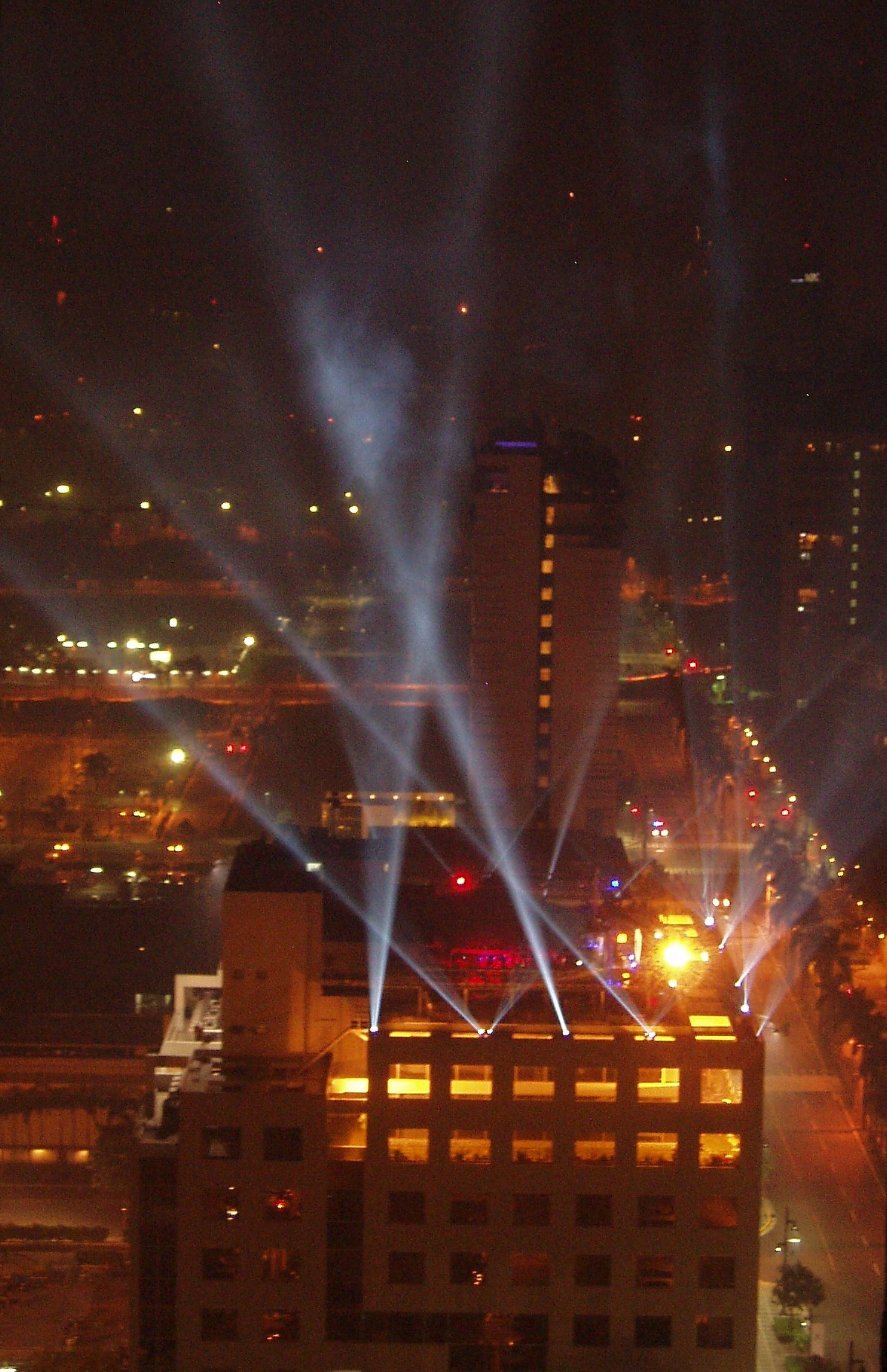
Holofotes na véspera de Ano Novo 2012 em Bonifacio Global City, Filipinas
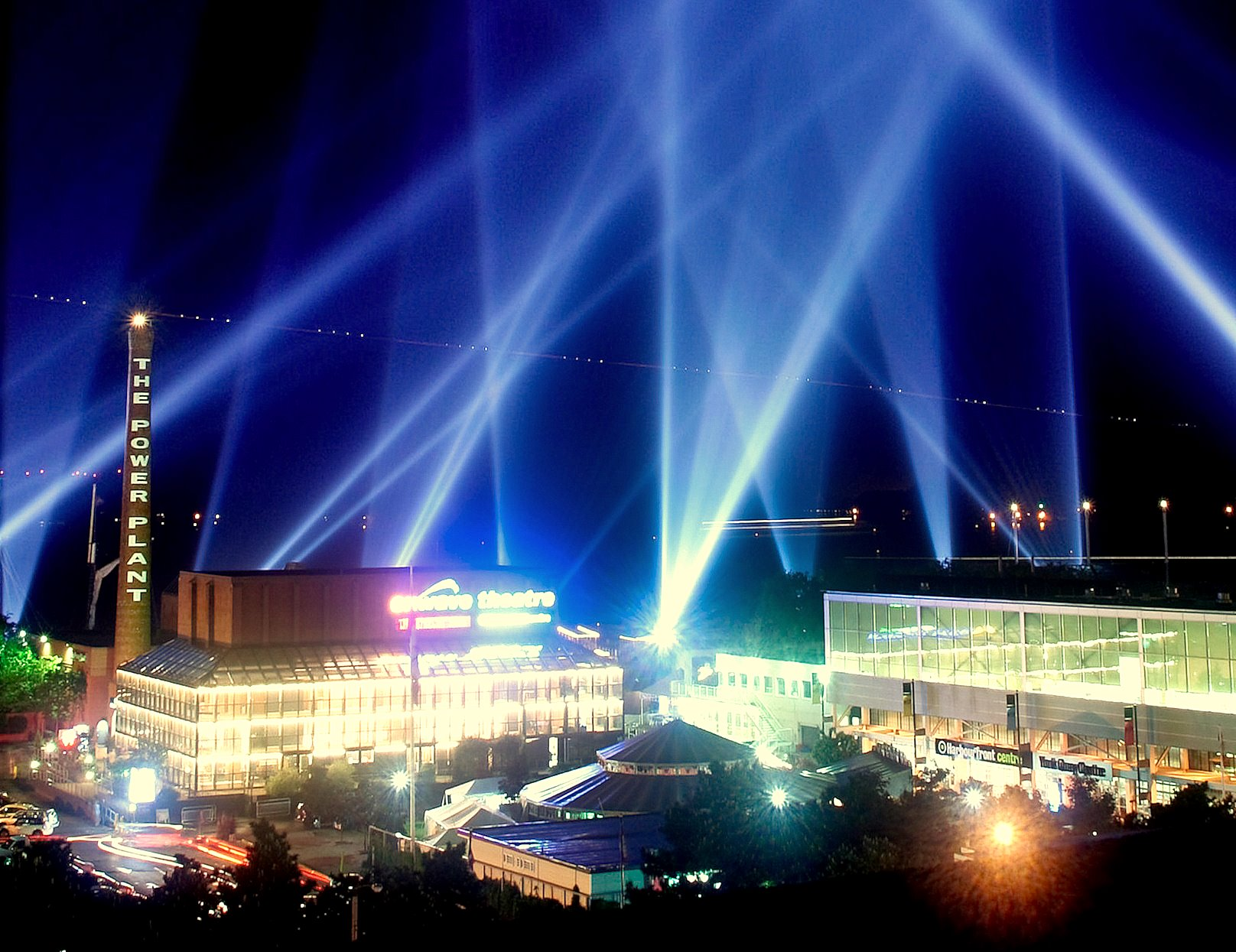
Uso de holofotes no festival de artes Luminato, em Toronto
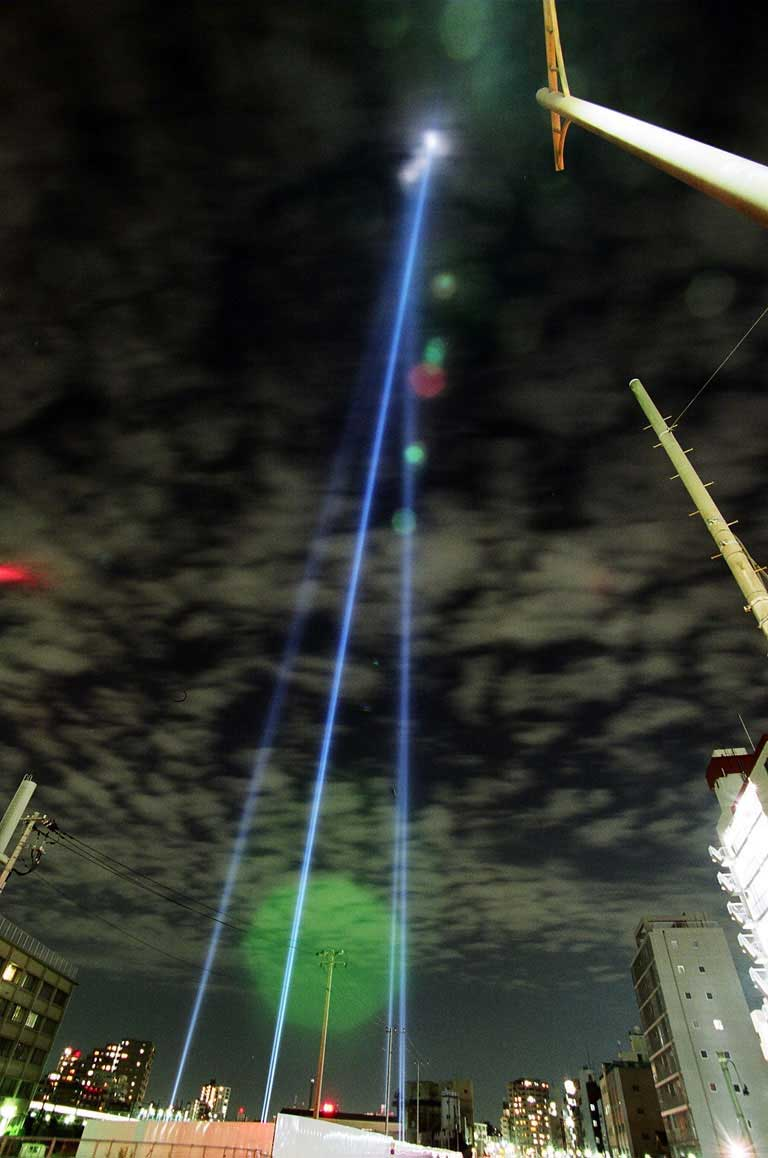
Holofotes demonstrando a altura da Tokyo Skytree antes de sua construção em 2007
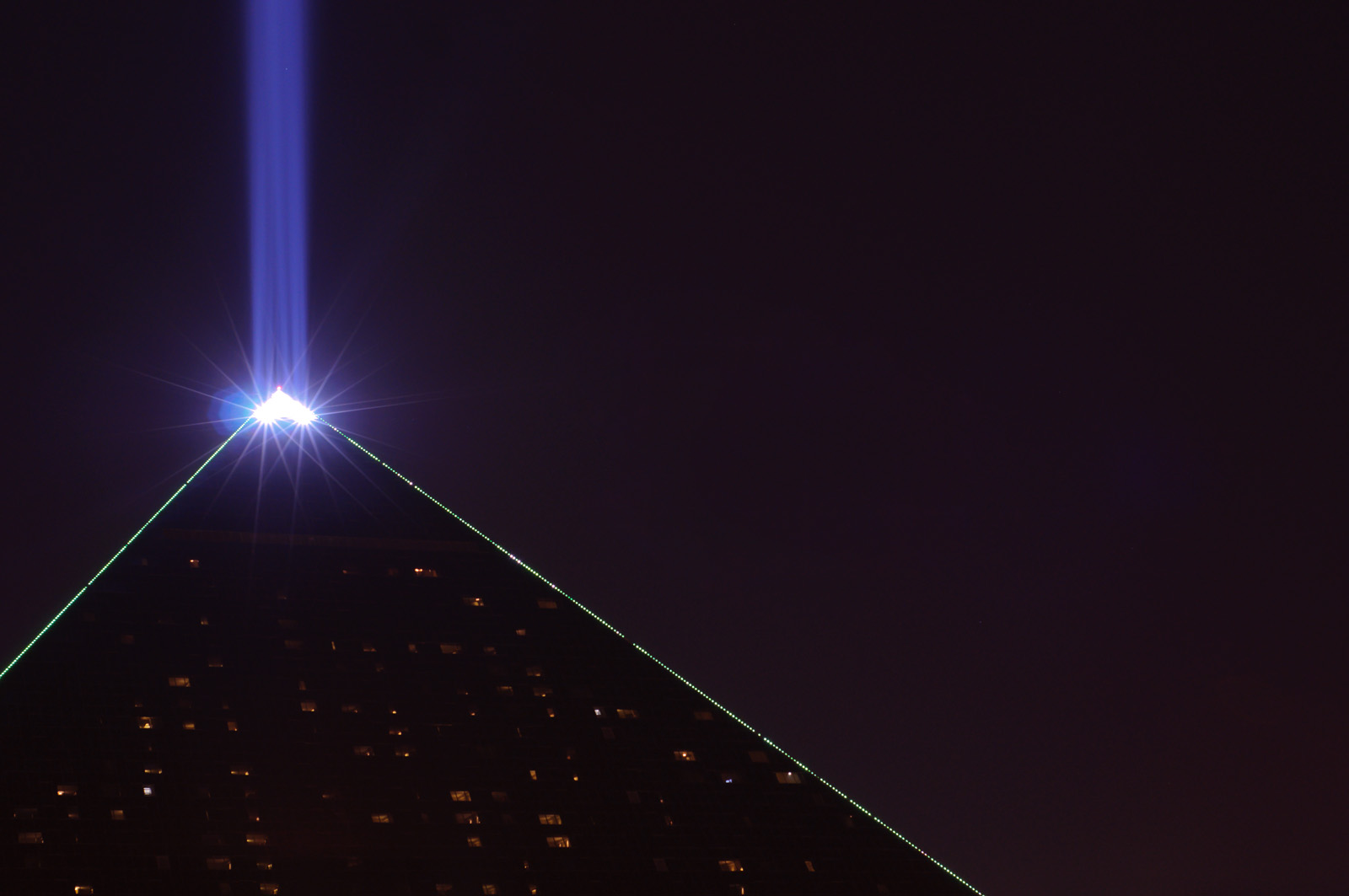
Feixe Luxor Sky
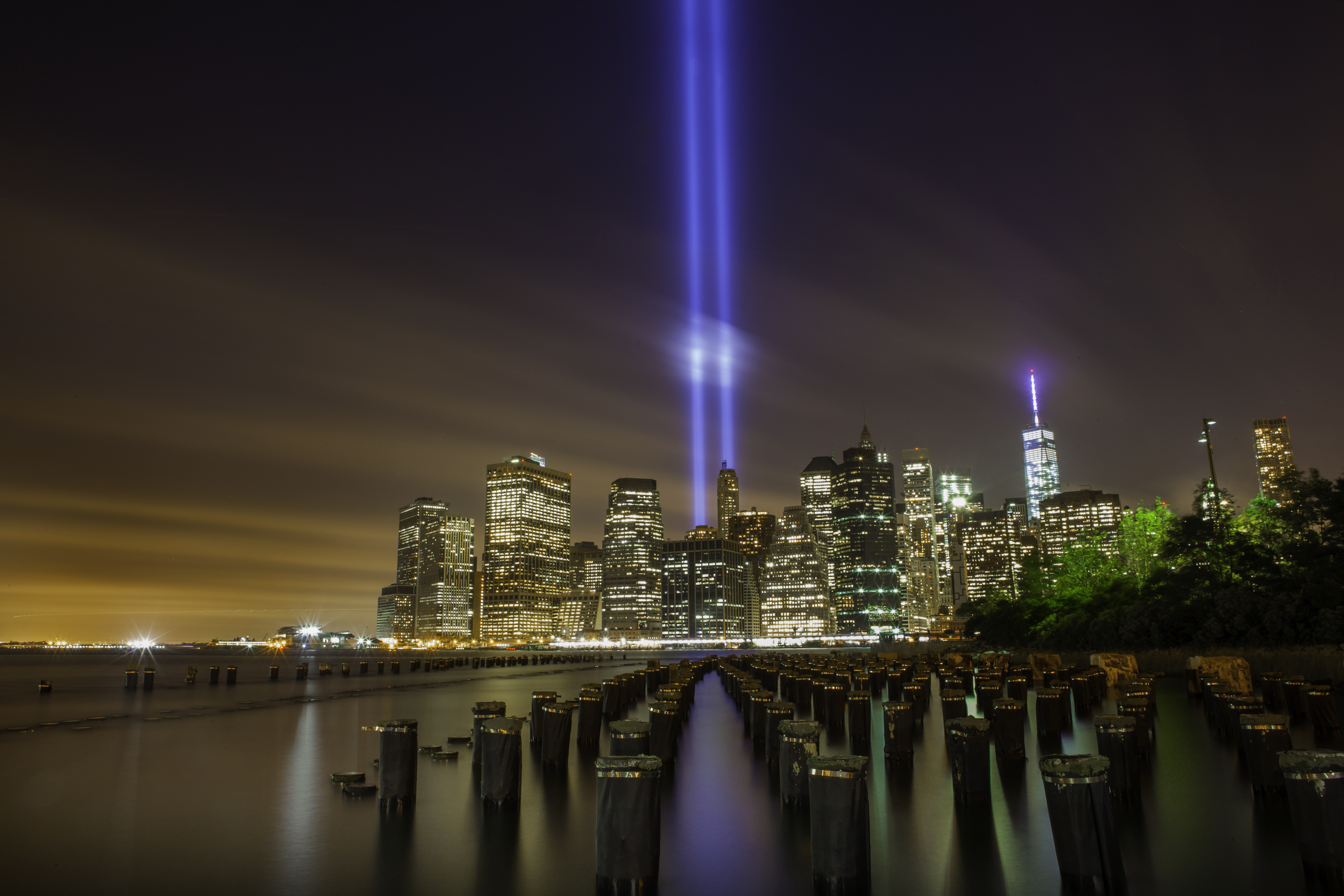
Tribute in Light, representando as torres gêmeas do World Trade Center em memória dos ataques de 11 de setembro
- Os holofotes animados fazem parte do logotipo de produção distinto usado no início dos filmes da 20th Century Fox desde a década de 1930